# خوان نييرا
خوان نييرا (بالإسبانية: Juan Neira)‏ (21 فبراير 1989 بلابلاتا في الأرجنتين - ) هو لاعب كرة قدم أرجنتيني في مركز الهجوم. شارك مع منتخب الأرجنتين تحت 20 سنة لكرة القدم. أما مع النوادي، فقد لعب مع جيمناسيا لابلاتا وريال بلد الوليد ونادي تيكوس ونادي لانوس ونيولز أولد بويز وCoras FC ‏ وسنترو أتلتيكو فينكس ‏.

## روابط خارجية
- خوان نييرا على موقع قاعدة بيانات كرة القدم.إي يو (الإنجليزية)
- خوان نييرا على موقع Soccerway.com (الإنجليزية)